# Szenesfalu község
Szenesfalu község (románul: Comuna Cărbunari) község Krassó-Szörény megyében, Romániában. Központja Szenesfalu, hozzá tartozik Máriahavas.

## Népessége
A 2011-es népszámlálás adatai alapján a község népessége 1008 fő volt.